# 貧乏パーマ

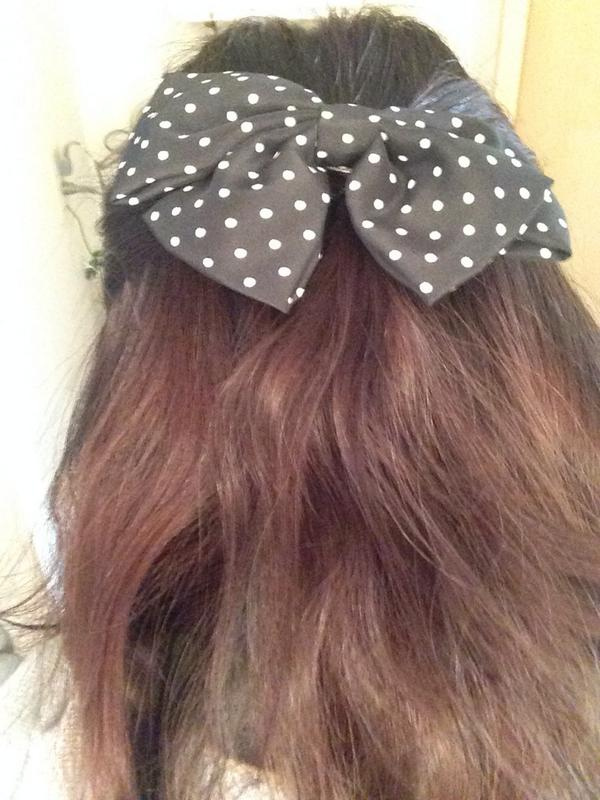
貧乏パーマ

貧乏パーマ（英：No Heat Overnight Braid Waves）とは、美容室で作るパーマネントウェーブではなく、自分で作る一日限りのパーマヘアスタイルである。お金がかからず誰でもできる手軽さから、貧乏でもできるパーマヘア＝貧乏パーマとして、主に若い世代の女性に親しまれている。また、三つ編みパーマと呼ばれることもある。

## 貧乏パーマの作り方
三つ編みをして寝るだけという簡単なものである。大きく分け、濡れた髪のままで三つ編みをし、乾かす方法と、完全に乾いた髪を三つ編みする方法の2種類がある。どちらがきれいにウェーブになるかは個人差がある。また、毛先はウェーブがかからないのでアレンジとして、コテを利用し、毛先のみカールをつけることもある。

## 歴史
幅広い世代に認知されている。起源などについては不明である。
近年は桃 (タレント)や辻希美がブログで紹介したりと、大人から子供まで幅広く認知され、手軽にパーマを楽しむことができるようになった。また、タカハシマイが紹介しているように、美容室でかけたパーマをよりよく出すためにしている人も多い。2010年にはRanzukiの8月号にて、紹介ページが組まれていた。
より短時間で簡単にできるようにカーラーなどの販売もされている。